# Eriophorum viridicarinatum
Eriophorum viridicarinatum är en halvgräsart som först beskrevs av Georg George Engelmann, och fick sitt nu gällande namn av Merritt Lyndon Fernald. Eriophorum viridicarinatum ingår i släktet ängsullssläktet, och familjen halvgräs. Inga underarter finns listade i Catalogue of Life.